# Monster A Go-Go
Pour plus de détails, voir Fiche technique et Distribution.
Monster A Go-Go (appelé aussi Monster A-Go Go et Terror at Halfday) est un film de science-fiction américain sorti en juillet 1965. 
Ce film est la combinaison d'un film de Bill Rebane nommé Terror at Halfday, resté inachevé pour cause de manque de moyens, et de scènes additionnelles tournées par Herschell Gordon Lewis plusieurs années après son abandon. 
Ce film est considéré comme l'un des pires films jamais réalisés.

## Synopsis
L'histoire concerne un astronaute américain, Frank Douglas, qui disparait mystérieusement de son vaisseau spatial après le crash de ce dernier. Peu de temps après, un monstre radioactif géant ressemblant étrangement à l'astronaute sème la terreur parmi les locaux. Une équipe de scientifiques et des militaires essaye de capturer le monstre, mais alors qu'ils sont sur le point d'y parvenir, le monstre se volatilise sans raison apparente.
À la fin, les scientifiques reçoivent un télégramme de Douglas qui est bien vivant, il a été secouru dans l'Atlantique Nord sans aucun souvenir de la raison pour laquelle il s'est retrouvé là. Le narrateur prétend qu'il n'y a jamais eu de monstre et explique les événements du film par « une vague force cosmique située à plusieurs éons de notre compréhension ».

## Fiche technique
- Titre : Monster A Go-Go
- Réalisation : Herschell Gordon Lewis et Bill Rebane
- Scénario : Jeff Smith, Dok Stanford, Bill Rebane et Herschell Gordon Lewis
- Production : Herschell Gordon Lewis
- Musique : Inconnu
- Pays d'origine : États-Unis
- Format : Noir et blanc
- Genre : Horreur, science-fiction
- Durée : 70 minutes
- Date de sortie : juillet 1965 (États-Unis)

## Distribution
- Phil Morton : Col. Steve Connors
- June Travis : Ruth
- Henry Hite : Frank Douglas/le monstre
- Herschell Gordon Lewis : Le narrateur
- Bill Rebane : Présentateur radio

## Dans la culture populaire
- Monster A Go-Go a été présenté dans un épisode de la série télévisée Mystery Science Theater 3000 à Comedy Central. Selon le livre officiel The Mystery Science Theater 3000 Amazing Colossal Episode Guide, les concepteurs de l'émission considèrent ce film comme étant le pire qu'ils ont présenté à leur émission[2].